# 苏志丹
蘇志丹（1956年11月14日—），中國大陸男演员。广东戏剧家协会理事，中国电视家协会会员、国家二级演员。

## 生平
蘇志丹出身於話劇世家，曾經擔任广东话剧院喜剧团团长，屬於国家二级演员。通常演出忠奸角色，其中《外来媳妇本地郎》飾演康祈光（大哥）便演出深入民心，也就是丁玲飾演的香蘭的丈夫。
配偶是著名廣東演員虎艷芬（Eva Fu），同樣在《外來媳婦本地郎》中扮演康祁宗的妻子。

## 演出作品
- 《外来媳妇本地郎》 飾 康祈光
- 《我的大嚿父母》 飾 康祈光
- 《一念天堂》 飾 老胡

## 外部連結
- 《外来媳妇本地郎》演员逐个数（六） “阿光”苏志丹：既老实又精明
- “大哥”“二嫂”的罗曼史 （页面存档备份，存于）